# Гуманоид
Гумано́ид (лат. humanoides «подобный человеку») — разумное человекоподобное существо из легенд и фантастики. К гуманоидам принято относить не всех человекоподобных существ, а лишь неизвестных науке, хотя в английском языке под словом «humanoid» подразумевают также человекообразных обезьян, антропоморфных роботов, мифологических и описанных в фантастической литературе существ, подобных человеку.
О гуманоидах обычно упоминается в уфологической литературе, хотя и не всякое появление гуманоида сопровождается наблюдением НЛО. Так, можно утверждать, что гуманоиды являются объектом интереса сторонников не только уфологии, но и криптозоологии.